# Велле (Німеччина)
Велле (нім. Welle) — громада в Німеччині, розташована в землі Нижня Саксонія. Входить до складу району Гарбург. Складова частина об'єднання громад Тоштедт.
Площа — 19,93 км2. Населення становить 1214 ос. (станом на 31 грудня 2021).